# Mr. T
Mr. T (Chicago, 21. svibnja 1952.), pravim imenom Laurence Tureaud je američki glumac, te bivši profesionalni hrvač. 
Najpoznatiji je kao lik iz televizijske serije The A-Team, te po ulozi boksača Jamesa "Udarača" Langa u filmu Rocky III. Mr. T je prepoznatljiv po irokez frizuri, zlatnom nakitu, te po svom grubijanskom stavu. Također je sudjelovao u reality showu I Pitty the Fool (hrv. "Žalim budalu"), nazvanog prema njegovoj poznatoj frazi iz filma Rocky.

## Filmografija
- Penitentiary II (1982.)
- Rocky III (1982.)
- Twilight Theatre (1982)
- The A-Team (1983. – 1987.)
- D.C. Cab (1983.)
- Mister T (1983.)
- Diff'rent Strokes (1983.)
- Alvin i vjeverice (1983.)
- The Toughest Man in the World (1984.)
- Be Somebody... or Be Somebody's Fool! (1984.)
- WWF Superstars of Wrestling (1984. – 1986., 1988.)
- WrestleMania (1985.)
- WrestleMania 2 (1986.)
- T. and T. (1988.)
- Freaked (1993.)
- The Terrible Thunderlizards (1993.)
- Blossom (1994.)
- Magic of the Golden Bear: Goldy III (1994)
- Kids Against Crime (1995.) (TBN)
- Špijuniraj muški (1996.)
- Saturday Night Live: The Best of Eddie Murphy (1998.)
- Inspektor Gadget (1999.)
- Ovo nije još jedan film za mlade (2001.)
- Judgment (2001.)
- The Proud Family (2001.)
- Johnny Bravo Get Shovelized!/T is for Trouble (2004.)
- Simpsoni (2004.)
- Return of the Lads  (2005.)
- I Pity the Fool (2006.)

## Vanjske poveznice
- Službena stranica